# 多节细柄草
多节细柄草（学名：Capillipedium parviflorum var. spicigerum）为禾本科细柄草属下的一个变种。

## 扩展阅读
- 維基物種上的相關：多节细柄草